# Pourquoi se marier le jour de la fin du monde ?

Pourquoi se marier le jour de la fin du monde ? est un film belge réalisé par Harry Cleven et sorti en 2000.

## Synopsis
Juliette courait pour échapper à l'emprise d'un homme, quand elle a été heurtée par une voiture. Dans l'ambulance qui l'emmène à l'hôpital, elle fait la connaissance de Gaspard, le brancardier.

## Fiche technique
- Titre anglais : Why Get Married the Day the World Ends?
- Réalisation : Harry Cleven
- Scénario : Harry Cleven
- Photographie : C.L. Zvonock
- Musique : André Mergenthaler, George Van Dam
- Montage : Matyas Veress
- Pays de production :  Belgique
- Durée : 73 minutes
- Date de sortie:  
  - Belgique : 14 juin 2000

## Distribution
- Frédéric Bodson
- Marie-Luce Bonfanti
- Yves Bourgeois
- Sophia Carvalho
- Jean-Henri Compère : Gaspard
- Pascal Greggory
- Yves Hanchar
- Micheline Hardy
- Sabrina Leurquin
- Elina Löwensohn
- Philippe Martin : Paps
- Jaco Van Dormael

## Nominations et récompenses
- Mention spéciale du jury pour Harry Cleven au Festival du film romantique de Cabourg[1].
- Meilleur acteur pour Pascal Greggory au Festival international du film fantastique de Puchon.